# Xynias christella
Xynias christella är en fjärilsart som beskrevs av Grose-smith 1902. Xynias christella ingår i släktet Xynias och familjen Riodinidae. Inga underarter finns listade i Catalogue of Life.